# Freedom ship
Freedom ship is een concept van een drijvende stad voorgesteld door Norman Nixon einde jaren 90. Het is vernoemd naar het ‘vrije’ internationale leven aan boord van de drijvende kolonie. 
Het schip met 50.000 personen aan boord zou voortdurend rond de wereld reizen met stops in verscheidene havens. Met een constante afstand van 12 zeemijl tussen wal en schip is deze private community via ferry’s bereikbaar voor bezoekers. Dit concept maakt het mogelijk om te werken en tegelijkertijd te reizen.

## Specificaties
Freedom Ship zou 1370 m lang, 230 m breed en 110 m hoog worden. De kostprijs van dit 25 verdiepingen hoge gevaarte wordt geraamd op USD 11 miljard. Het geheel heeft een gewicht van ongeveer 3 miljoen ton en voorziet huisvesting voor 50.000 personen. Er zijn 33.000 ruimtes waarvan 18.000 voor woondoeleinden, 3.000 commerciële ruimtes, 2.400 timesharing accommodaties en 10.000 hotelkamers. Tot de accommodatie behoren onder meer casino’s, een luchthaven, jachthavens, scholen, ziekenhuizen enz.

## Propulsie
De voortstuwing van het schip wordt gerealiseerd door een 100-tal kleine pods. Het gebruik van veel pods heeft als voordeel dat geen grote machinekamer nodig is. Elke pod heeft een vermogen van 30.000 pk met een prijskaartje van USD 5 miljoen. De energie wordt opgewekt door een kernreactor. Ondanks de overvloed aan vermogen zal het Freedom Ship, te wijten aan de massa van 3 miljoen ton, een maximale snelheid van slechts 10 knopen hebben (18 km/h).

## Constructie
Omwille van de omvang van het schip is het niet mogelijk om dit te construeren in een droogdok. Geïnspireerd door het mega float project in de Baai van Tokio zou de constructie plaatsvinden in het water. De Baai van Trujillo in Honduras is gekozen als geschikte plaats vanwege het grote oppervlak beschermde water en doordat het relatief dicht bij de Verenigde Staten is vanwaar de ingenieurs en het materiaal komen.
De op het droge gefabriceerde 120 m lange stalen cellen worden in het water geschoven waar ze aan elkaar gelast worden. 600 van deze cellen vormen de basis van het schip. Het construeren met modules trekt de kostprijs omlaag naar 4.500 USD per vierkante meter tegenover 13.000 USD per vierkante meter met de traditionele constructiemethode. Ondanks de goedkope en snelle methode zal de volledige constructie 3 jaar in beslag nemen.

## Recente ontwikkelingen
Officieel was 2001 de deadline om het Freedom Ship project in uitvoering te brengen. In november 2016 is de constructie nog steeds niet begonnen. Men zou er niet zeker van zijn of het schip echt werkt en het bedrijf vindt niet voldoende fondsen om de constructie te financieren.